# Paraphelaria amboinensis
Paraphelaria amboinensis är en svampart som först beskrevs av Joseph-Henri Léveillé, och fick sitt nu gällande namn av Corner 1966. Paraphelaria amboinensis ingår i släktet Paraphelaria, divisionen basidiesvampar och riket svampar.   Inga underarter finns listade i Catalogue of Life.